# International FTTS
Future Tactical Truck System (FTTS) - программа вооруженных сил США, для которой был составлен Оперативный документ по требованиям. FTTS представляла собой предложенное семейство модульных транспортных средств из двух единиц, предназначенных для замены автомобиля AM General  High Mobility Multipurpose Wheeled Vehicle (HMMWV - Хамви), семейства  транспортных средств среднего класса (FMTV), тяжелого мобильного тактического грузовика Oshkosh M977 Heavy Expanded Mobility Tactical Truck (HEMTT), системы поддонов (PLS) (в определенных эшелонах) и всей оставшейся серии грузовиков M35, M809 и M939 в категориях 2.5 и 5 тонн. Модель FTTS-UV (Утилитарное транспортное средство) предназначалась для замены HMMWV, в то время как модель FTTS-MSV (Маневровое поддерживающее транспортное средство) предназначалась для замены всех остальных типов.
К 2006 году работа над FTTS замедлялась, и согласно предисловию Jane's Military Vehicles and Logistics 2006-2007, написанному Шоном Коннорсом и Кристофером Фоссом: "Первоначальным намерением Армии США было то, что FTTS, состоящая всего из двух вариантов, в конечном итоге должна была заменить практически всю текущую тактическую колесную автотехнику. В более реалистичном подходе текущие усилия по технологической демонстрации FTTS-MSV/UV (с участием других инициатив) теперь будут использоваться для 'определения требований' для будущих грузовиков Армии США."
В июле 2006 года Ассоциация армии США в документе "Стратегия тактической колесной автотехники армии: удовлетворение текущих и будущих потребностей" заявила, что программа по технологической демонстрации FTTS проходит в две фазы: первая фаза включала в себя моделирование и симуляцию, в ходе которых несколько поставщиков представили концепции технологий для включения их в проекты UV и MSV FTTS. Вторая фаза включала в себя присуждение трём поставщикам М&S контрактов на производство прототипов: два контрактора должны были произвести свою версию UV с прицепом, а один контрактор - два MSV с прицепом. Все транспортные средства и прицепы должны были быть оценены в ходе военной оценки утилитарности (Military Utility Assessment, MUA) в Форт-Льюис, Вашингтон. MUA была запланирована на первый и второй кварталы 2007, и её результаты должны были быть внесены в процесс разработки требований, чтобы определить будущие требования к грузовикам.
Элементы технологической демонстрации FTTS-UV были включены в текущую программу Joint Light Tactical Vehicle (JLTV), которая заменяет часть парка HMMWV. 24 апреля 2006 года было поддержано создание Совместного бюро программы для управления усилиями по JLTV. В файле pdf Ассоциации Соединенных Штатов, на который было сделано ссылку выше, говорится, что: "После утверждения, программу технологической демонстрации будущих тактических грузовиков Системы FTTS, программу PSD, EMIP и различные научно-исследовательские и технологические мероприятия Офиса научных исследований и технологий ВМС будут использовать для формирования требований, чтобы гарантировать, что требования будут реалистичными, достижимыми и актуальными для всех служб.
Поставки средних и тяжёлых грузовиков, находившихся в производстве, когда началась программа FTTS и предназначенных для замены FTTS, продолжаются. Контракт на производство FMTV (теперь с Oshkosh) был недавно продлен до сентября 2016 года, и предполагается, что в ближайшее время будет заключен контракт с Oshkosh на поставку семейства грузовиков тяжелой тактической техники IV (Family of Heavy Tactical Vehicles IV, FHTV).

## История
Для оценки возможных будущих систем и конструкций грузовиков Армия США поручила программу технологической демонстрации (ACTD) под названием "Будущие тактические транспортные системы". Предложения компаний Navistar International и Lockheed Martin - международные FTTS и утилитарные транспортные средства Lockheed FTTS, а также предложение Armor Holdings по модели MSV были выбраны. В августе 2006 года они были протестированы на Абердинском полигоне. После этой оценки они были припаркованы во внутреннем дворе Пентагона для оценки высшими военными чинами."
Предложение компании International Truck для FTTS использовало гибридную трансмиссию и модульное бронирование. Оно прошло испытания в Aberdeen Proving Grounds и Fort Lewis при участии 5-й бригады, 2-й пехотной дивизии и 14-го инженерного батальона.

## Варианты

### Утилитарное Транспортное средство (UV)

#### UV1
FTTS-UV Support
FTTS-UV Ambulance
FTTS-UV C2

#### UV2
FTTS-UV Support